# Dødt link
Et dødt link (på engelsk dead link eller broken link) er et link på internettet som peger på en hjemmeside eller på en server som er permanent utilgængelig. Det mest almindelige resultat af døde link er en 404-fejl, som indikerer at web-serveren reagerer, men det bestemte hjemmeside kunne ikke findes. En anden fejl som døde link generer, er DNS-fejl fordi web-serveren ikke kunne findes med det kaldte navn.
| Internet | Spire Denne internet-relaterede artikel er en spire som bør udbygges. Du er velkommen til at hjælpe Wikipedia ved at udvide den. |